# 르네상스 건축

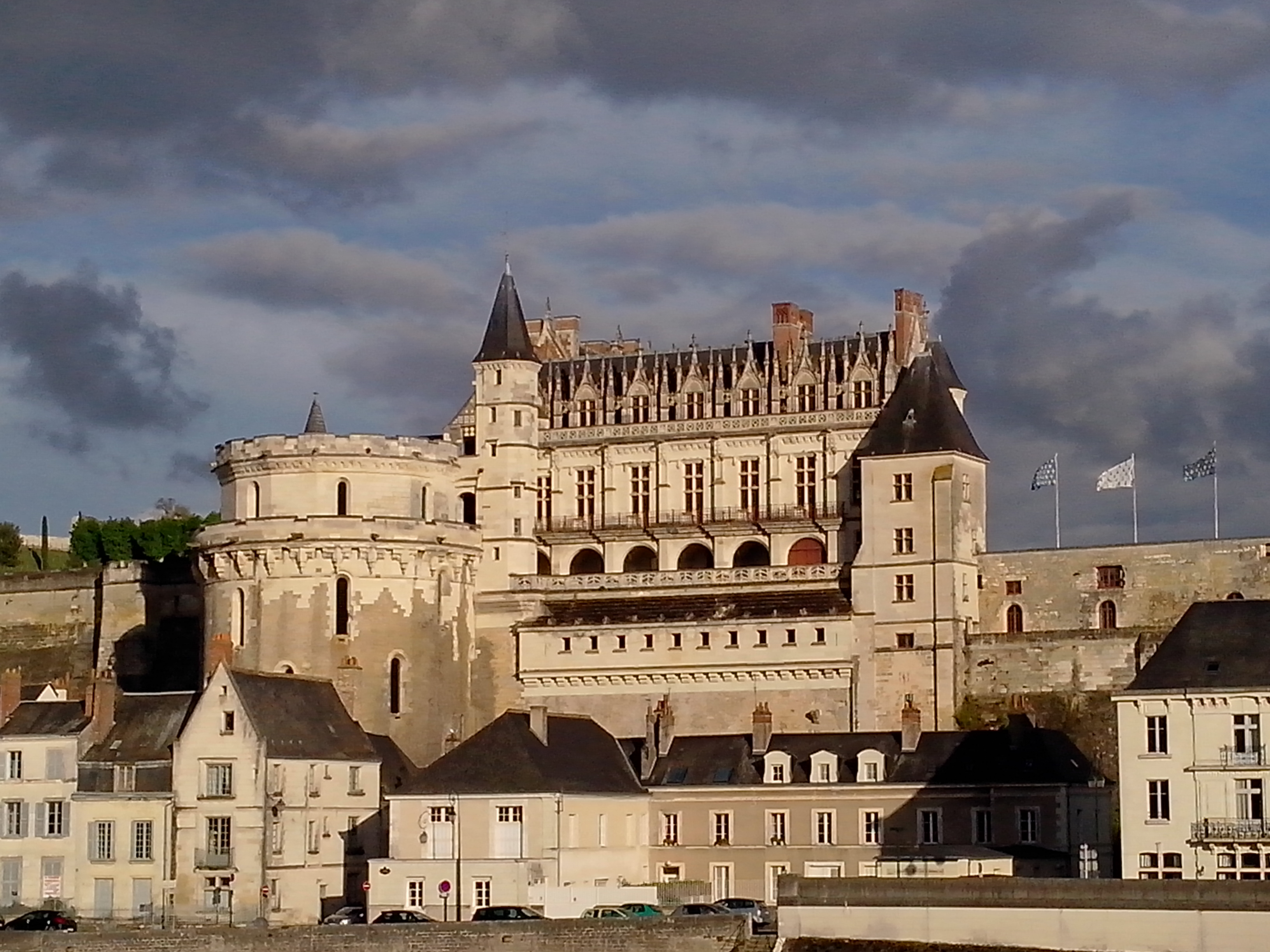

르네상스 건축은 유일하게 이탈리아의 피렌체에서 1420년대에 시작하여 17세기 초까지 계속된 건축 양식을 가리킨다. 인체 비례와 음악 조화를 우주의 기본 원리로 하고, 로마 건축의 구성을 고전주의 건축으로 이론을 형성했다. 르네상스 건축으로 시작되는 고전주의 건축의 계보는 이후 바로크 건축 · 신고전주의 건축을 통해 계승되어 서구 건축의 주류였지만, 19세기의 역사주의로 인해 상대화하고 결국 해체했다. 르네상스 건축은 본질적인 의미에서는 15 ~ 16세기 이탈리아의 일부 도시에만 성립했다고 할 수 있지만, 프랑스, 영국, 독일 등 서유럽 국가의 건설 활동에도 영향을 주었다. 당초 이들 국가에서는 주로 르네상스 건축의 표층적인 디자인이 도입되었기 때문에 국가별 기호가 나타나고 있으며, 각각 특징을 가지게 되었다.